# Miastenia gravis
Miastenia gravis (din greacă mios "mușchi", asthenia, "slăbiciune", și latină: gravis "grav") este o boală autoimună neuromusculară, ce duce la slăbiciune musculară fluctuanta și fatigabilitate. Cele mai afectate grupe musculare sunt reprezentate de cele oculare, faciale și de deglutiție. Ca urmare, boala poate evolua cu diplopie (vedere dublă), ptoză palpebrală (căderea pleoapelor), afectarea vorbitului și a mersului. Instalarea bolii poate fi bruscă. Pacienții prezintă de obicei un timus crescut în volum și pot dezvolta un timom.

## Etiologie
In aceasta maladie, slăbiciunea este cauzata de anticorpi circulanți care blochează receptorii acetilcolinici la joncțiunea neuromusculara postsinaptică, inhibând efectele acetilcolinei pe receptorii nicotinici. 
Miastenia este tratata cu inhibitori ai acetilcolinesterazei sau cu imunosupresoare, și, anumite cazuri, timectomia. Incidența bolii este de 3-30 cazuri la un milion pe an. Miastenia gravis apare la toate cazurile, uneori in asociere cu o tumoare de timus sau tireotoxicoza. Anticorpii anti-receptori nicotinici pot fi îndepărtați din ser prin plasmafereza; de asemenea, imunoglobuline intravenoase sunt administrate pentru a contracara efectul anticorpilor. 
În timp ce diverse boli similare au fost legate de reacții încrucișate imunologice cu un agent infecțios, nu există nici un agent patogen cunoscut cauzal care ar putea declanșa miastenia. Există o usoara predispozitie genetică: anumite tipuri ale HLA par a predispune pentru MG (B8 și DR3, cu DR1 mult mai specifica pentru miastenia oculara). Până la 75% din pacienți prezinta o anomalie a timusului, 10% au un timom, adică o tumoare a timusului, precum și alte anomalii sunt frecvent găsite.  Unii anticorpi afectează capacitatea acetilcolinei de a se leagă la receptori. Alții pot duce la distrugerea receptorilor, fie prin fixarea complementului, fie prin inducerea celulelor musculare de a elimina receptorii prin endocitoza. Numărul scăzut de receptori pentru acetilcolina funcționali afectează contracția musculară prin limitarea depolarizării. 
Un alt tip de MG se datorează autoanticorpilor împotriva proteinelor MuSK, un receptor tirozin-kinazic necesar formarii joncțiunii neuromusculare. Anticorpii anti-MuSk inhiba de semnalizarea indusa de ligandul sau, agrina. Rezultatul este o scădere a permeabilității joncțiunii neuromusculare.
MG este mai frecventa in familiile cu alte boli autoimune. O predispoziție genetica întâlnită in 5% din cazuri este asociata cu anumite variații genetice, cum ar fi o frecvență crescută a HLA-B8 și DR3. 
Este afectata in special musculatura de la nivelul fetei (mușchii extrinseci ai ochiului, masticatori, faciali, faringieni), precum si musculatura respiratorie si a membrelor. 

## Simptome
- Ptoza palpebrală, diplopie;
- Dificultate la masticație si deglutiție;
- Slăbirea forței musculare la nivelul membrelor;
- Tulburări respiratorii.